# 謝弼
谢弼（?—?），字辅宣，东郡武阳县（今山东省莘县）人，东汉官员。
谢弼被乡邑推为宗师。建宁二年（169年），汉灵帝下诏推举有道之士，谢弼与东海陈敦、玄菟公孙度一起對朝政提出建議，都担任郎中。当时，青蛇见于前殿，大风拔起树木，下诏让公卿議論。谢弼上書批评宦官专权，请求皇帝以竇太后为母，为太傅陈蕃平反，解除司空王暢、长乐少府李膺的禁锢。左右宦官为把他贬为广陵府丞。他辞官回家。中常侍曹节从子曹绍为东郡太守，痛恨谢弼，于是指控其犯罪，加以逮捕，谢弼死于狱中。初平二年（191年），司隶校尉赵謙上書為谢弼平反，汉献帝于是收斩曹绍。

## 延伸阅读
[在维基数据编辑]
 《後漢書/卷57》，出自范晔《後漢書》